# フワイ・カーケン野生生物保護区
フワイ・カーケーン野生生物保護区（フワイ・カーケーンやせいせいぶつほごく）はタイの野生生物保護区の一つ。隣接するトゥンヤイ・ナレースワン野生生物保護区とともにユネスコの世界遺産（自然遺産、トゥンヤイ-ファイ・カ・ケン野生生物保護区）に指定されている。

## 概要
保護区内からは前史時代の人間による墓が見つかっている。しかし、この後は特に目立った人口移動がなかった。結果、保護区内は多くの動植物をはぐくみ、かなり自然に近い状態で残されることになった。
1960年には仏暦2503年野生動物保護法が制定された。後の1974年にはこの地区がタイ政府より正式に保護区に登録された。これにより、保護が積極的に行われるようになった。
その後、隣接するトゥンヤイ・ナレースワン野生生物保護区と合わせ、非常に貴重な自然が残っていることから1991年、世界遺産に登録された。